# شيروموكو

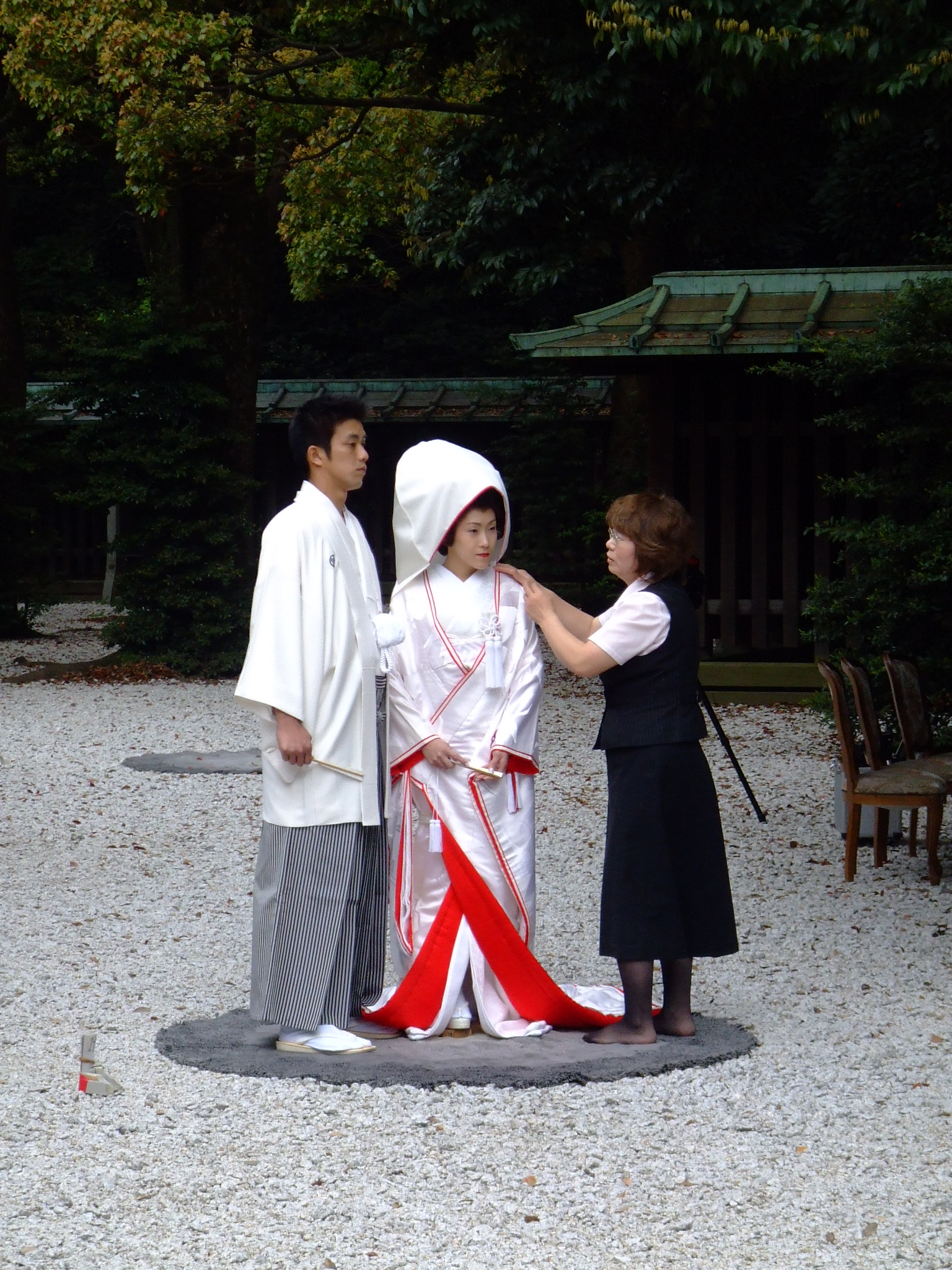
امرأة يابانية ترتدي كيمونو شيروموكو في حفل زفاف شنتو تقليدي في معبد ميجي جينغو.

مصطلح شيروموكو (白無垢) يعني كيمونو الزفاف الذي ترتديه امرأة يابانية خلال حفل زفاف شنتو.
شيرو (白) تعني "الأبيض" وموكو (無垢) تمثل "النقاء.

## قائمة المراجع
1. ↑  "Types of wedding kimono". مؤرشف من الأصل في 2019-08-28.

- هذه المقالة مترجمة جزئيا أو كليا من مقالة  ويكيبيديا الفرنسية معنونة (بالفرنسية) «Shiromuku» (طالع قائمة المشاركين في التحرير)